# Сара и Мира
Сара и Мира (ивр. שרה ומירה‎) — два израильских нефтегазовых месторождения морского бурения, расположенные к западу от Нетании, Израиль. Срок действия лицензий истёк 13 июля 2015 года. Разведочное бурение на лицензионном участке в 2012 году не увенчалось успехом, однако сейсмические исследования указали на возможность наличия нефти и газа в более глубоких, неразведанных пластах.

## Предыстория
Сара (израильская лицензия на разведку нефти номер 348) и Мира (347) представляли собой лицензии на морское бурение, расположенные в 40 километрах от побережья Нетании, Израиль. Они были расположены к югу и юго-западу от подтверждённого газового месторождения Далит и к юго-востоку от газового месторождения Левиафан. По оценкам предварительного двумерного геологического исследования, проведённого компанией Chapman Petroleum Ltd. в 2010 году, здесь имеется от 6 до 7 триллионов кубических футов (от 170 млрд до 200 млрд м3) природного газа, что эквивалентно 8–10 миллиардам долларов США. Последующий анализ трёхмерной сейсмической разведки, проведённый в 2011 году техасской нефтегазовой консалтинговой фирмой Netherland, Sewell & Associates Inc., подтвердил 54%-ную вероятность наличия 6,5 триллионов кубических футов (180 миллиардов кубических метров) природного газа по лицензиям, а также с вероятностью 18% 150,7 миллиона баррелей (23,96 млн м3) нефти. 

## Исследование
Лицензионный партнёр GeoGlobal Resources объявил в июле 2011 года о заключении соглашения с Noble Corporation на использование принадлежащей последней буровой установки Homer Ferrington. Впоследствии Офер Нимроди из ILDC Energy объявил, что буровые работы на месторождениях Сара и Мира начнутся в первом квартале 2012 года. На предварительной встрече генерального директора ILDC Energy с представителями Израильской электрической корпорации предполагалось, что Сара и Мира начнут поставлять газ в 2015–2016 годах. 
В июне 2012 года на территории Миры была пробурена первая разведочная скважина на глубину 4659 метров, после чего из-за технического сбоя дальнейшее бурение было невозможно, и скважина была закупорена. Перспективная юрская нефтяная зона находится на высоте 5000 метров. Бурение было перенаправлено на исследование соседней формации Тамар, но безуспешно. Участок Сара был пробурен в сентябре 2012 года для исследования Тамар на глубине 3946 метров. Это бурение также не увенчалось успехом. Более глубокие перспективные газовые зоны на участке Сара оцениваются на глубине 5100 и 5300 метров, а более глубокая перспективная нефтяная зона — на глубине 5400 метров.
Сейсмический анализ NSAI, представленный в Годовом отчете Модиина за 2013 год, показал, что на лицензионном участке Сара имеется около 20 миллиардов кубометров газа в двух более глубоких пластах с вероятностью 20-30%, а на лицензионном участке Мира имеется около 64 миллионов баррелей нефти в более глубоких слоях с вероятностью 16%.